# モナコ式

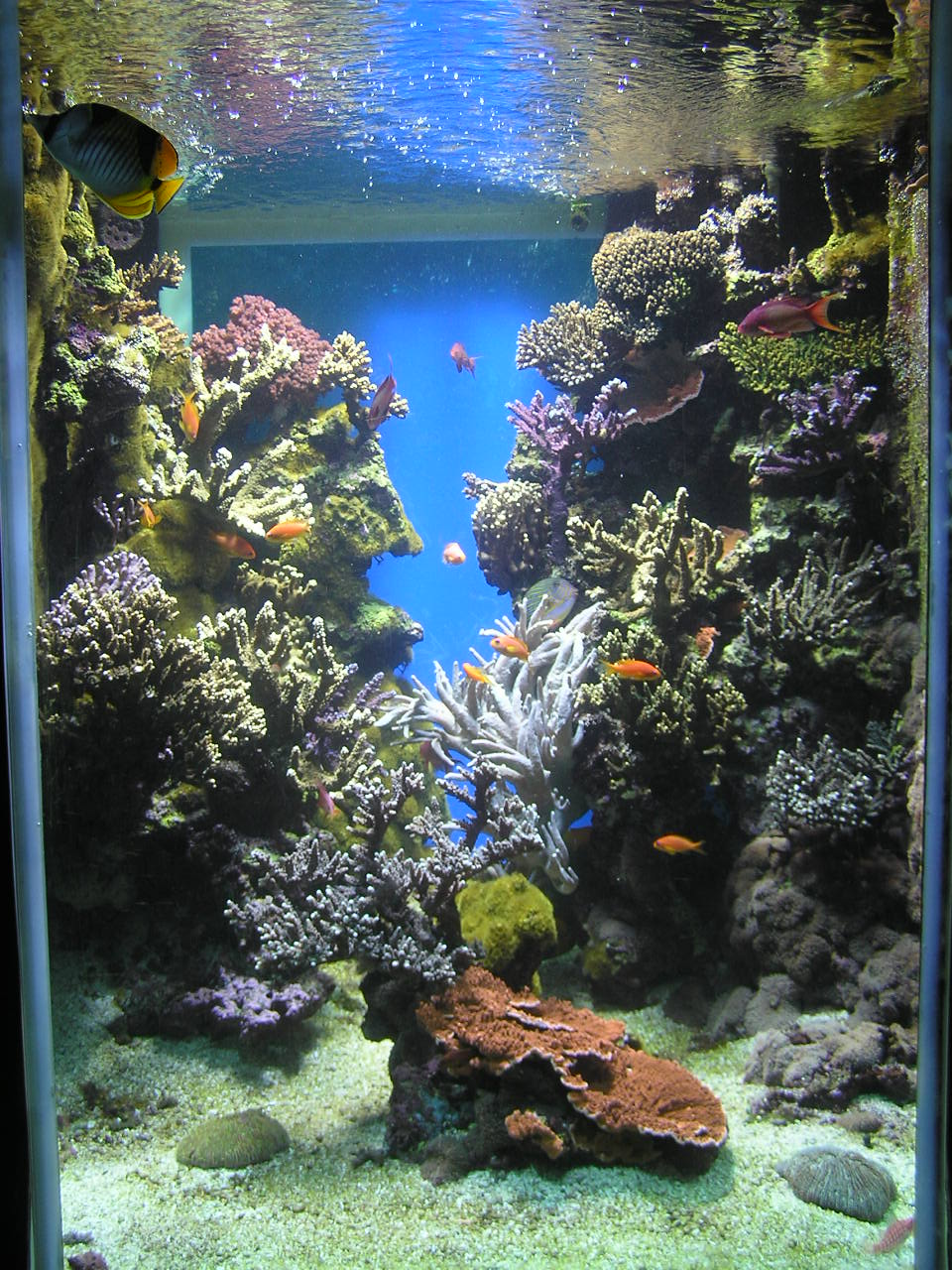
モナコ式を用いた水槽

モナコ式（モナコしき Jaubert's Monaco System）とは、海棲生物飼育水槽の濾過方式のひとつ。
ニース大学のジャン・ジョベール博士が考案し、モナコ水族館で採用され、広く知られるようになった。氏の名前を採り、ジョベール式（Jaubert-System）と呼ばれることもある。
水槽底面に、通水性があり砂利の落ち込みをふせぐことのできる穴の空いた板のようなものを使い、厚さ1.5cm（1/2 インチ）程度の遊水層（プレナム plenum）をつくる。その上に小粒の通常の（アラゴナイトでない）サンゴ砂を 10cm（4 インチ）から15cm程度敷く。これがジョベール底床（モナコ式底床）である。底砂の上層部ではアンモニアの亜硝酸化、亜硝酸の酸化などのバクテリアによる好気性の生物濾過（硝化）が、嫌気的になる（酸化還元電位が低下する）底砂の下層部ではバクテリアの嫌気性代謝による硝酸の還元（脱窒）が行われる。それまでの好気性濾過（生物濾過）装置のみでの海水魚飼育で必須とされた硝酸塩の除去を目的とした換水を減らすことができ、長期間に渡る無換水飼育への道を開いた。
プレナムは、合成樹脂製のパンチング・ボードや格子に網をかけたものに塩ビパイプを足として結びつけたり、エアリフトパイプの口をふさいだ底面フィルターを敷くなどして、容易に作成できる。水槽に底砂を掘る生物（ハゼやエビなど）を収容する場合は、5cm（2インチ）程度ごとに網をしくなどする。細かい砂、アラゴナイト砂をしく場合は、最上層としてしく。
底砂の通水性を維持し、デトリタス（汚泥）の蓄積をふせぐため、ゴカイなど底生生物をいれることが勧められている。
プレナムの遊水層は水中の物質の拡散に貢献し、嫌気層を安定させ、厚い底砂をしいたときに生じがちな硫化水素の発生を抑制する。生物濾過でおきるpHの低下やミネラルの消費は、サンゴ砂（主成分は炭酸カルシウム）が溶出し中和され補給される。
しかし、無脊椎生物を飼育する場合、ミドリイシなどイシサンゴ類の骨格成長で消費されるほどの量のカルシウムは、底砂の自然な溶出では補えない。
ストロンチウムやヨウ素、鉄、モリブデンなど、微量元素の補給も別途必要となる。
また、嫌気性反応が十分に機能しはじめるまでは3ヶ月程度必要であると言われている。
構造を簡単にするためにプレナムを省略することも可能だが、生物に致命的な影響をおよぼす硫化水素が発生する（灰色の層が生じることでわかる）頻度が高くなることが知られている。
底床が厚くなるため水槽の高さを消費するが、欧米ではライブロックやプロテインスキマーなどベルリン式の要素と組み合わされ、生態系によって窒素サイクルを実現する現代的なナチュラル・アクアリウム・システムの構成要素となっている。
食物連鎖の生態系を底砂中の生物で実現しようとする DSB (Deep Sand Bed）方式とは，効果はともかく主眼がことなる。
実際、DSB方式はパウダー状の細かい砂を数十センチ敷くなど、手段が異なる。